# دلفين ريسو
دلفين ريسو أو دُّخَسُ ريسو (بالإنجليزية: Risso's Dolphin)‏ والذي يعرف أيضاً بالغـَرَمْبَس أو الجَرَش هو أحد أنواع الدلافين الكبيرة الحجم، والذي يندر وجوده بالقرب من السواحل. يتميز دلفين ريسو بالعلامات المميزة التي تغطي جسده، وبوجود سبعة أسنان أو أقل في الجزء الأمامي من الفك السفلي، وانعدام الأسنان في الفك العلوي.

## المواصفات

حجم دلفين ريسو مقارنة مع حجم الإنسان

يشبه دلفين ريسو الحوت الربان إلى حد كبير، ويغلب عليه في العادة اللون الرمادي الغامق، بوجود عدد كبير من الخدوش التي تحيط بجسمه. وتعتبر عضات دلافين ريسو لبعضها سبباً في تكوين هذه العلامات والخدوش، وقد يكون الحبار أو الطفيليات سبباً في تكوينها، وفي بعض الأحيان، قد يتعرض الدلفين للخدش والعض بشكل مكثف، فيبدو جسده أبيض اللون. لدلفين ريسو أيضاً بقعة بيضاء شبيهة بشكل المرساة في الجزء السفلي (البطني) من الجسم. يبلغ حجم هذه الدلافين حوالي 3 أمتار، وقد وصل حجم بعض الأفراد إلى 3.8 م، ويتراوح وزنها ما بين 300 إلى 50 كجم، والذكور أكبر حجماً من الإناث. الزعنفة الظهرية مقوسة وطويلة نسبياً، وتقع في منتصف الظهر تقريباً، والذيل عريض ومقوس، ذو ثلمة وسطية عميقة، والزعانف طويلة ونحيفة نسبياً.

## الانتشار
يفضل دلفين ريسو المناطق البعيدة عن السواحل، وينتشر في المياه المعتدلة الدافئة والشبه استوائية في نصفي الكرة الأرضية. اعتقد سابقاً بأن دلفين ريسو من الحيوانات النادرة، لكن هذه الفكرة عزت إلى عدم انتشارها بالقرب من السواحل، فقد أثبتت الدراسات كثرتها في مناطق انتشارها، رغم أنه لم يتم تحديد عدد معين لأفرادها. يوجد ما يقارب 13000 إلى 30000 دلفين تقريباً بعيداً عن وسط وشمال كاليفورنيا.